# Шумилово (Иркутская область)
Шумилово — посёлок в Братском районе Иркутской области России. Административный центр Шумиловского сельского поселения. Находится на правом берегу реки Ангара, примерно в 83 км к востоку-юго-востоку (ESE) от районного центра, города Братска, на высоте 427 метров над уровнем моря.

## Население
По данным Всероссийской переписи, в 2010 году численность населения посёлка составляла 649 человек (317 мужчин и 322 женщины).

## Улицы
Уличная сеть посёлка состоит из 10 улиц.